# Diplom-Finanzwirt (Allgemeine Finanzverwaltung)
Der Diplom-Finanzwirt (FH) – Fachrichtung Allgemeine Finanzverwaltung war in Baden-Württemberg wie der gleichnamige Diplom-Finanzwirt (FH) der Steuerverwaltung und der Diplom-Verwaltungswirt (FH) Zugangsvoraussetzung für den gehobenen nichttechnischen Dienst der Finanzverwaltung. Seit September 2008 ist dieser durch einen entsprechenden Studiengang „Public Financial Management“, der nach sechs Semestern mit Bachelorgrad abschließt, ersetzt worden.
Während die beiden letztgenannten speziell auf die Bedürfnisse der Steuerverwaltung bzw. der Kommunalverwaltungen und Regierungspräsidien ausgerichtet sind, orientieren sich die Studieninhalte der Allgemeinen Finanzverwaltung insbesondere an den Bedürfnissen der staatlichen Vermögens-/Liegenschaftsverwaltung, der Landesoberkasse und des Landesamtes für Besoldung und Versorgung.

## Ausbildung
Die Ausbildung erfolgte im jeweils zweisemestrigen Grund- und Hauptstudium an der HVF Ludwigsburg (Hochschule für öffentliche Verwaltung und Finanzen). Dazwischen waren in der einjährigen Praxisphase Stationen zu durchlaufen. Nachfolgend sind mögliche Einstellungsbehörden aufgelistet:
- Landesbetrieb Vermögen und Bau Baden-Württemberg (Bau- und Liegenschaftsverwaltung des Landes)
- Landesoberkasse Baden-Württemberg (Zentrale Landeskasse)
- Landesamt für Besoldung und Versorgung Baden-Württemberg
- Erzbischöfliches Ordinariat Freiburg

Hauptstudieninhalte sind
- Privatrecht, insbesondere Immobilienrecht
- Staats- und Verwaltungsrecht
- Arbeits- und Personalrecht
- Staatliches Haushalts-, Kassen- und Rechnungswesen, BWL, VWL

## Neue Ausbildung im Bachelor
Die bisherige Staatsprüfung ist gemäß der neuen APrO Fin gD aus dem Jahre 2008 entfallen. Die Laufbahnbefähigung wird nunmehr unmittelbar mit dem erfolgreichen Bestehen der letzten Modulprüfungen, der mündlichen Prüfung im Vertiefungsbereich und der mündlichen Verteidigung der Bachelorthesis erworben. Die drei Studienschwerpunkte bleiben dabei dieselben wie im alten Diplom – Personalmanagement (einschließlich Organisation und Kommunikation), Immobilien- und Gebäudemanagement sowie Finanzmanagement. Im 5. und 6. Semester kann dabei seit 2008 entweder der Vertiefungsbereich Personalmanagement oder Immobilienmanagement gewählt werden. Die Absolventen erhalten den Grad des Bachelor of Laws (LL.B.)
Die zweisemestrige Praxisphase ist ebenfalls neu gestaltet worden. Sie gliedert sich in jeweils vier Abschnitte zu je drei Monaten, die durch sog. PAGs (Praxisbegleitende Arbeitsgemeinschaften) unterbrochen werden. Jede PAG-Einheit schließt mit einer schriftlichen Prüfung ab, deren Ergebnis auch in die Bachelornote mit einfließt. Die vier Praxisabschnitte müssen außerdem nicht mehr wie früher bei fest vorgesehenen und zeitlich genau definierten Stationen erfolgen. Es ist dadurch möglich, die Praxisphase auch komplett außerhalb der Landesverwaltung zu absolvieren. Einzige Vorgabe dabei ist, dass die Inhalte des jeweiligen Praxisabschnitts in einem der drei o. g. Schwerpunkte des Studiums liegen. Alle drei Schwerpunkte müssen dabei belegt werden, daneben ist die Dauer der Wahlstation im Vergleich zum Diplom um einen Monat verlängert worden. Durch diese Maßnahmen wird die praktische Ausbildung in Kommunalverwaltungen und der Privatwirtschaft ermöglicht, ohne dabei den notwendigen Mindestkenntnisstand für einen späteren Dienst in der Landesverwaltung außer Acht zu lassen. Die Bachelor-Studierenden sind damit wesentlich freier in ihrer persönlichen Auswahl der Praxisstation. Sie müssen sich allerdings auch aus eigenem Antrieb um eine solche bemühen, da keine planmäßige Zuweisung durch die Einstellungsbehörde (Betriebsleitung des Landesbetriebs Vermögen und Bau Baden-Württemberg in Stuttgart oder Landesamt für Besoldung und Versorgung in Fellbach) mehr erfolgt.